# Gia Định, Cao Hùng

Vị trí tại Cao Hùng

Gia Định (tiếng Trung: 茄萣鄉; bính âm: Qiédìng Qū) là một khu (quận) của thành phố Cao Hùng, Trung Hoa Dân Quốc (Đài Loan). Đây là huyện ven biển cực bắc của Cao Hùng và chỉ cách khu vực đô thị của Đài Nam qua con sông Nhị Nhân. Do vị trí gần gũi, cư dân trong quận có các quan hệ phi hành chính gần gũi hơn với khu vực trung tâm đô thị của Đài Nam hơn là Cao Hùng. Gia Định có diện tích 15,7624 km², dân số vào tháng 8 năm 2011 là 31.090 người thuộc 10.173 hộ gia đình, mật độ cư trú đạt 1972,4 người/km².